# Campeonato Canadiense de Fútbol 2012
El Campeonato Canadiense de Fútbol 2012 fue la quinta edición de la competición del fútbol de Canadá. Se disputó entre el 2 y el 23 de mayo. 
Toronto ganaron el torneo tras vencer al Vancouver Whitecaps en un marcador global de 2-1 y clasificó a la fase de grupos de la Liga de Campeones de la Concacaf 2012-13.

## Equipos participantes
Los equipos participantes fueron Montreal Impact, Toronto, Vancouver Whitecaps y Edmonton.

## Formato
El torneo, como en el año precedente, mantuvo su formato como un evento de seis partidos, semifinales y finales a ida y vuelta con Edmonton jugando con Vancouver en una de las series eliminatorias y Toronto jugando con Montreal en la otra.

### Cuadro
|  | Semifinales         | Semifinales   | Semifinales         |   |         | Final           | Final           | Final           |  |
|  | 2 y 9 de mayo       | 2 y 9 de mayo | 2 y 9 de mayo       |   |         | 16 y 23 de mayo | 16 y 23 de mayo | 16 y 23 de mayo |  |
|  |                     |               |                     |   |         |                 |                 |                 |  |
|  |                     |               |                     |   |         |                 |                 |                 |  |
|  | Montreal Impact     | 0             | 0                   |   |         |                 |                 |                 |  |
|  | Montreal Impact     | 0             | 0                   |   |         |                 |                 |                 |  |
|  | Toronto             | 0             | 2                   |   |         |                 |                 |                 |  |
|  | Toronto             | 0             | 2                   |   | Toronto | 1               | 1               |                 |  |
|  |                     |               |                     |   | Toronto | 1               | 1               |                 |  |
|  |                     |               | Vancouver Whitecaps | 1 | 0       |                 |                 |                 |  |
|  | Edmonton            | 0             | Vancouver Whitecaps | 1 | 0       | 1               |                 |                 |  |
|  | Edmonton            | 0             |                     |   |         | 1               |                 |                 |  |
|  | Vancouver Whitecaps | 2             | 3                   |   |         |                 |                 |                 |  |
|  | Vancouver Whitecaps | 2             | 3                   |   |         |                 |                 |                 |  |
|  |                     |               |                     |   |         |                 |                 |                 |  |

### Semifinales
| 2 de mayo de 2012 | Montreal Impact | 0:0     | Toronto | Estadio Olímpico, Montreal, Quebec                    |                                                       |
|                   |                 | Reporte |         | Asistencia: 13.405 espectadores Árbitro(s): Paul Ward | Asistencia: 13.405 espectadores Árbitro(s): Paul Ward |

| 9 de mayo de 2012 | Toronto                | 2:0 (2:0) | Montreal Impact | BMO Field, Toronto, Ontario                             |                                                         |
|                   | Lambe 2' · Johnson 38' | Reporte   |                 | Asistencia: 15.016 espectadores Árbitro(s): Dave Gantar | Asistencia: 15.016 espectadores Árbitro(s): Dave Gantar |

| 2 de mayo de 2012 | Edmonton | 0:2 (0:2) | Vancouver Whitecaps     | Estadio de la Mancomunidad, Edmonton, Alberta                 |                                                               |
|                   |          | Reporte   | Hassli 18' · Harris 41' | Asistencia: 2.777 espectadores Árbitro(s): Carol Anne Chenard | Asistencia: 2.777 espectadores Árbitro(s): Carol Anne Chenard |

| 9 de mayo de 2012 | Vancouver Whitecaps             | 3:1 (0:0) | Edmonton  | Estadio BC Place, Vancouver, Columbia Británica          |                                                          |
|                   | Le Toux 75', 88' · Mattocks 90' | Reporte   | Pinto 54' | Asistencia: 15.011 espectadores Árbitro(s): Geoff Gamble | Asistencia: 15.011 espectadores Árbitro(s): Geoff Gamble |

### Final
| 16 de mayo de 2012 | Vancouver Whitecaps | 1:1 (0:0) | Toronto     | Estadio BC Place, Vancouver, Columbia Británica          |                                                          |
|                    | Hassli 90+1'        | Reporte   | Johnson 66' | Asistencia: 14.878 espectadores Árbitro(s): Drew Fischer | Asistencia: 14.878 espectadores Árbitro(s): Drew Fischer |

| 23 de mayo de 2012 | Toronto   | 1:0 (0:0) | Vancouver Whitecaps | BMO Field, Toronto, Ontario                                 |                                                             |
|                    | Lambe 83' | Reporte   |                     | Asistencia: 13.777 espectadores Árbitro(s): Silviu Petrescu | Asistencia: 13.777 espectadores Árbitro(s): Silviu Petrescu |

| Campeón Toronto F. C. |
| 4° título             |